# Michael Manring

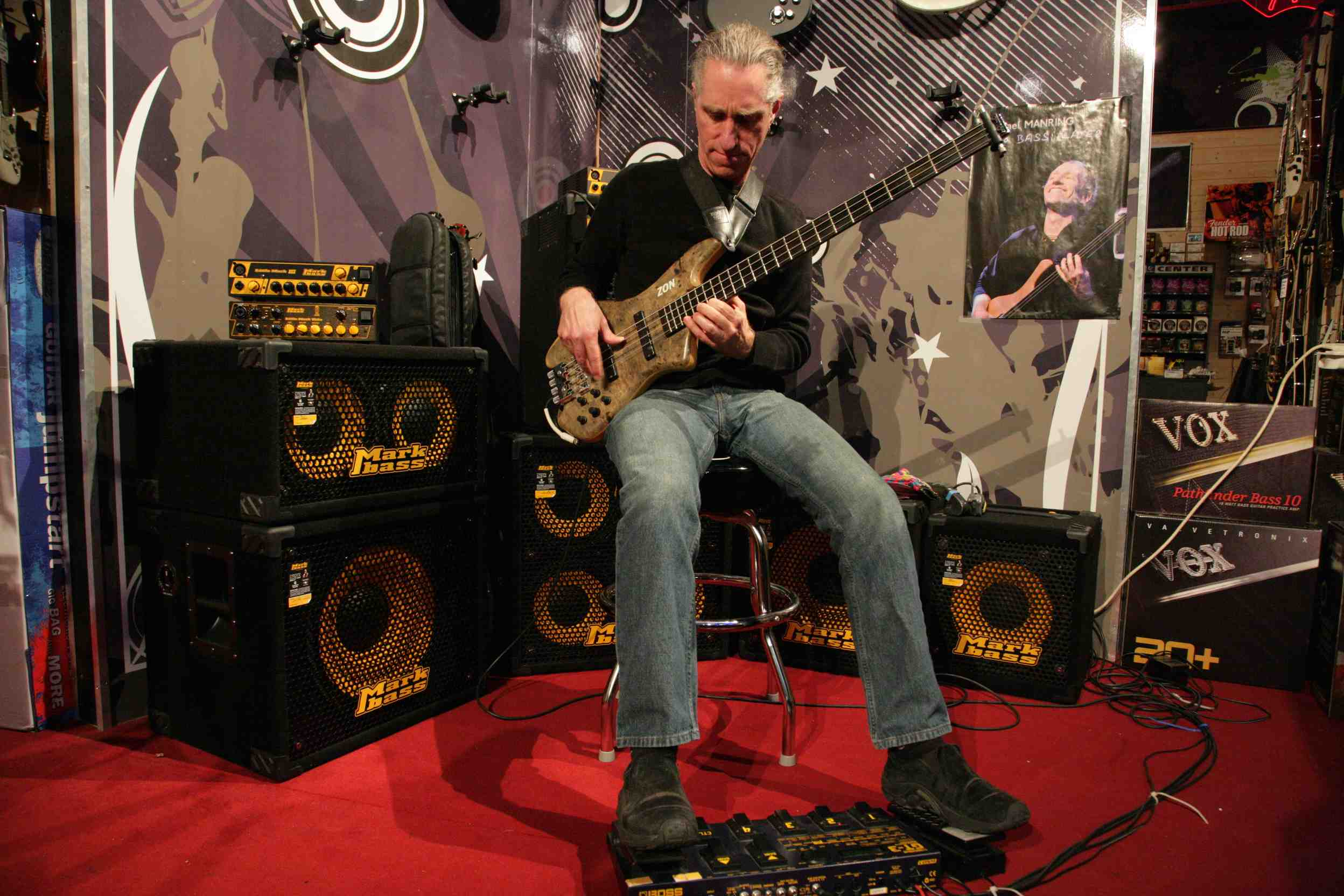
Observamos a Michael Manring sentado en un taburete rodeado de altavoces, sonteniendo un bajo con ambas manos y con sus pies en dos pedales

Michael Manring (nacido en Washington D. C. en 1960) es un bajista de la zona de la bahía de San Francisco (California del norte). Además de ser el bajista residente de Windham Hill Records, Manring ha grabado con Michael Hedges, Alex Skolnick (en las formaciones Skol-Patrol y Attention Deficit, de las que Tim Alexander de Primus también era miembro), Larry Kassin, Tom Darter, Steve Morse, David Cullen y muchos otros músicos destacados. Ha sido miembro de Yo Miles!, Henry Kaiser y la formación de tributo a Miles Davis Wadada Leo Smith desde su nacimiento. Su actividad no ha cesado: recorre el mundo ofreciendo actuaciones y charlas de consulta. Manring estudió con Jaco Pastorius.
A menudo se habla de Manring como de un virtuoso de la técnica, ya que utiliza el bajo como único instrumento y, con frecuencia, se aprovecha de afinaciones inusuales. A veces Manring toca dos bajos al mismo tiempo (e incluso tres) durante sus actuaciones.
Se le conoce por utilizar y defender los bajos Zon. En concreto el Hyperbass, un insólito instrumento de cuatro cuerdas muy flexible que codiseñó junto a Joseph Zon.

## Discografía (incompleta)

### En solitario
1986 Unusual Weather
1989 Toward The Center Of The Night
1991 Drastic Measures
1994 Thonk
1998 The Book of Flame
2005 Soliloquy

### Colaboraciones
con Spastic Ink
2006 Ink Compatible
con Montreux
1985 Chiaroscuro
1987 Sign Language
1989 Let Them Say
con Attention Deficit
1998 Attention Deficit
2001 The Idiot King
con Scott McGill y Vic Stevens
2001 Addition By Substraction
2003 Controlled By Radar
2006 What We Do
con Yo Miles!
1998 Yo Miles!
2004 Sky Garden
2005 Upriver
con Larry Kassin y Tom Darter
2001 Scatter
con David Cullen
2001 Equilibré
con Sadhappy
1998 Good Day Bad Dream
2005 Outerspaces
con Alex de Grassi
1982 An Evening with Windham Hill Live
2006 DeMania
con At War With Self
2005 Torn Between Dimensions
con Time's Forgotten
2012 River del álbum The Book of Lost Words